# Itapevi
23°32′56″N 46°56′3″T / 23,54889°N 46,93417°T
Itapevi là một đô thị ở bang São Paulo, Brasil. Thành phố này cách São Paulo 15 dặm về phía tây, là một đô thị của vùng đô thị São Paulo. Dân số năm 2006 là 202.683, diện tích là 79 km², mật độ dân số là 2.565,60/km². Độ cao khoảng 740 m ở trung tâm còn độ cao ở vùng núi là 1035 m. Thành phố có khí hậu bán nhiệt đới. Nhiệt độ trung bình năm khoảng 18,5 °C (15 °C vào tháng 7 và 22,5 °C vào tháng 2).

## Các đô thị giáp ranh
|                              | Bắc: Santana de Parnaíba, Barueri  |                      |
| Tây: São Roque, Araçariguama | Itapevi                            | Đông: Jandira, Cotia |
|                              | Nam: Cotia, Vargem Grande Paulista |                      |